# Gisèle Meygret
Gisèle Meygret (Nizza, 30 luglio 1963 – 25 luglio 1999) è stata una schermitrice francese.

## Biografia
È la sorella della schermitrice Anne Meygret.
Ha partecipato ai giochi olimpici di Seoul 1988 e di Barcellona 1992.

## Palmarès
In carriera ha conseguito i seguenti risultati:
- Giochi del Mediterraneo

Atene 1991: bronzo nel fioretto individuale.